# Laurel et Hardy constructeurs
Pour plus de détails, voir Fiche technique et Distribution.
Laurel et Hardy constructeurs (The Finishing Touch) est une comédie du cinéma muet américain de Clyde Bruckman et Leo McCarey, avec le duo comique Laurel et Hardy, sortie en 1928.

## Synopsis
À voir la manière dont ils garent leur camion, Laurel et Hardy nous laissent présager que nous avons affaire à des artisans peu compétents.
Est-ce que la prime que leur promet le propriétaire de la future maison s'ils terminent le chantier dans les plus brefs délais peut arranger les choses ? La proximité de l'hôpital qui leur impose de travailler en silence auquel veille un diligent policeman, ne va-t-elle pas compromettre leurs efforts ?

## Fiche technique
- Titre original : The Finishing Touch
- Titre français : Laurel et Hardy constructeurs
- Réalisation : Clyde Bruckman
- Directeur de production : Leo McCarey
- Scénario :  H. M. Walker (intertitres)
- Montage : Richard C. Currier
- Photographie : George Stevens
- Producteur : Hal Roach
- Société de production : Hal Roach Studios
- Société de distribution : Metro-Goldwyn-Mayer
- Pays de production :  États-Unis
- Langue : intertitres en anglais
- Format : Noir et blanc - 35 mm - 1,37:1  -  Muet
- Genre : comédie burlesque
- Longueur : deux bobines
- Durée : 19 minutes
- Date de sortie : 
  - États-Unis : 25 février 1928

## Distribution
- Stan Laurel : Stan
- Oliver Hardy : Ollie
- Dorothy Coburn : l'infirmière
- Edgar Kennedy[1] : le flic
- Sam Lufkin : le propriétaire de la maison (non crédité)